# 444
444 (CDXLIV) fue un año bisiesto comenzado en sábado del calendario juliano, en vigor en aquella fecha.
En el Imperio romano, el año fue nombrado el del consulado de Teodosio y Aginatio, o menos comúnmente, como el 1197 Ab urbe condita, adquiriendo su denominación como 444 a principios de la Edad Media, al establecerse el anno Domini.

## Acontecimientos
- Atila establece su campamento junto al río Tisza, actual Hungría, para planear su campaña en los Balcanes.
- San Patricio funda la ciudad irlandesa de Armagh.
- El papa León I extingue el vicariato galicano.

## Nacimientos
- Dióscoro I de Alejandría, religioso cristiano.